# 水道

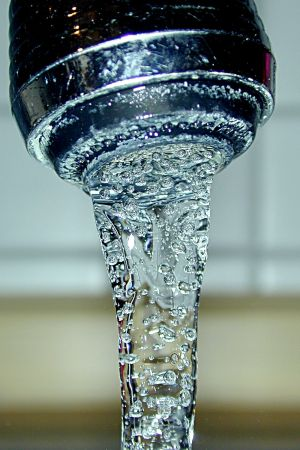
蛇口から出る清潔な水

水道（すいどう）は、生活のために水を供給・処理する事業・施設のこと。
水道は英語では、水の供給を water supply（または water service）、その設備を waterworks と呼ぶ。水道は大別して、上水道、中水道、下水道、簡易水道、工業用水道がある。
より一般的には、飲用の水を提供する上水道（水）を指して水道と呼ぶことが多く、日本の水道法においても「水道」を「導管及びその他の工作物により、水を人の飲用に適する水として供給する施設の総体」と定義している（水道法3条1項本文）。臨時に施設されたものについては水道法上の「水道」からは除外される（水道法3条1項ただし書き）。
水質汚染に対応する水処理は、下水だけでなく上水でも行われている。取水や排水の際には、濾過や沈殿凝集、消毒などの処理が行われており、浄水の水質を保ち、排水によって環境を汚染しないように考慮されている。水質の維持や、異臭などに対応するため、高度浄水処理も行われるようになり、活性炭やオゾンなどが用いられている。

## 料金値上げ反対・減免による水道インフラ老朽化問題
水道管理の問題として、皆が安全を求めながらも安い価格を求めることにある。 水道を健全財政かつ安定的にやるには、適正な水道料金による収入の確保が不可欠だが、日本などでは利用料金が水道原価よりも低いままであることで老朽化した管路施設・浄水場などの適切時期の更新・耐震化の推進ができていない。日本の上下水道は基本的に市町村の水道局が管理しており、水道料金価格も地方自治体ごとに異なる。「1人当たりの水使用量」の減少による料金収入減、人口減少による料金収入減、大口顧客だった施設における地下水利用専用水道の普及なども水道予算不足の原因となっている。人件費や材料費など水道施設のコストは増加しているのに、病院やホテルなどの大口利用者は公的水道離れを起こしている。水道管理の「原価」とは、施設・設備費（ダムや浄水施設、水道管などの設置、維持費用）、運営費（職員給与、支払利息、減価償却費、動力費や光熱費）、受水費（ダムや近隣の浄水施設からの水供給費用）などである。分子である維持管理コスト(原価)が増えてとおり、分母である利用者数・利用量も減っているので論理的ならば水道料金は値上がりする必要がある。それなのに利用者らは値上げを反対するため、値上げによる適正価格化はなかなか進まない。このまま水道料金の適正価格化が進まないのならば、1人あたりの水道管維持管理コストが高くなる「人口減少の進む地域」ほど値上がりの幅は大きくなる。利用者数が少ないのに配管コストのかかる過疎が進む場所は、最終的には廃止になると推測されている。日本の水道インフラの老朽化は、有権者の負担の増大による反発を避けた政治的理由から先送りされがちであり、無理解な者も多く、「今始まったことではなく、放置され続けている問題」である。コロナ禍では「生活支援策」として水道料金減免を実施した自治体もある。水道料金の値下げを公約にする政治家などもいる。しかし、現行料金でも不足してるのに水道料金値下げや一時的でも減免をする行為は、水道事業予算の縮小させる行為であるため、水道更新停滞などツケを払うのは将来世代である。全国の水道管の総延長は約72万キロもある日本の水道施設の老朽化時期となっており、漏水や損壊の増加している、耐用年数超えの割合（老朽化率）は2006年度6％、2018年度17.6％まで増加している。老朽化が進めば当然、漏水・損壊・断水事故が起こるため、安定的な水道供給のために水道料金を原価にあった価格に引き上げし、水道施設の更新のペースを上げていく必要がある。

## 世界の水道

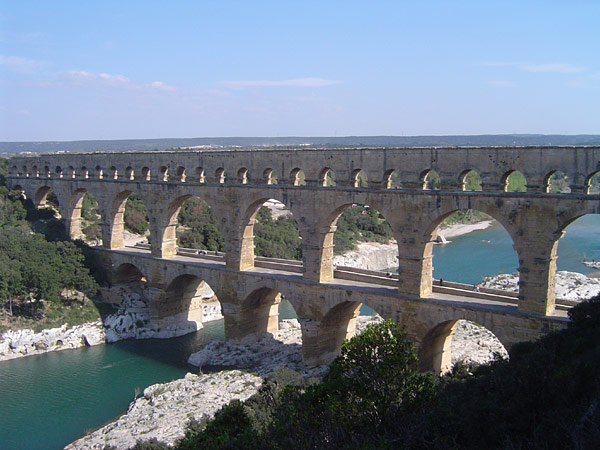
古代ローマの水道橋であるフランスのポン・デュ・ガール。パリ方面は19世紀にロスチャイルドらが総合水道会社ゼネラル・デゾーを設立してフランスの水道事業をリードした。この会社は現在のヴィヴェンディとヴェオリアの前身である。

歴史を通じて人々は、より便利に水を取得して利用する装置・機関を考案してきた。水路を使用した水道の発祥地はバビロニアといわれる。
衛生学の未熟もあって上水道が十分に整備されていなかった時代、コレラや赤痢、チフスなどの病気が流行した。また、特に体力の弱い乳幼児は、不浄な水の摂取による下痢による脱水症状で、毎年多数が死亡している。
2004年には、世界の約35億人（全人口の54%）が家庭で水道の配管を通して水を利用した。別の13億人（同20%）が家庭以外の水道で安全な水を利用した。さらに別の10億人（同16%）以上は安全な水を利用できなかった。

### フランス
水道先進国のフランスは、国土に小規模の都市が分散しており、19世紀以前より都市ごとに民間企業が水道を建設、運営してきた。20世紀に入ると、民間企業の統合が繰り返し行われ、後に世界を代表する水企業となるスエズやヴェオリア・ウォーターが生まれる土壌となった。国の法制度は、1962年、1992年に水法が制定され、上・下水道は地方自治体が直接または間接的に手がけることとなった。2010年時点で上水道の71%、下水道の55%が民間で運営（コンセッション方式＝公設民営）されている。
2010年、フランスの首都パリは、ヴェオリアとスエズへ委託していた水道事業の再公営化に踏み切った。1980年代、ジャック・シラク大統領が二つの運営体制を導入した。取水から浄水までを担う第三セクターと、民間の給水サービスである。前者を「パリの水管理会社（SAGEP）」といった。パリ市とヴェオリアとスエズの共同出資によるコンセッションであった。給水サービスは住み分けがなされた。セーヌ川の右岸をヴェオリアが、左岸をスエズが担当した。給水サービスの施設建設は自治体が行っていた（アフェルマージュ）。1990年代以降、水道料金は2倍以上となって市民の不満が高まった。世界金融危機の2008年、水道事業の再公営化を公約の一つに掲げたベルトラン・ドラノエが市長に再選された。市長は2009年コンセッション契約を打ち切り、SAGEPの株式を買い取った。こうして5月に「パリの水公社（Eau de Paris）」を設立した。2010年1月からは同公社が給水サービスも行うことに決まった。再公営化により、ヴェオリアとスエズ両社の子会社およびSAGEPが留保していた利益や、株主への配当金のほか、各種納税の必要がなくなったため3500万ユーロが節約できた。公社に対するガバナンスには広範なステークホルダーが参加している。なお、イル・ド・フランス水道組合はヴェオリアへの委託を継続している。

### イギリス
イギリスのマーガレット・サッチャー首相は1987年の総選挙後から水道管理公社（Water Authorities）の民営化に本腰を入れた。1989年、国民の八割が民営化に反対した（OBSERVE, 1989.7.2.）。それでもサッチャーは7月に新水法（Water Act 1989）を成立させた。議会法で設立された法定水道会社は五分割されて、そのうち三つがゼネラル・デゾー（現ヴィヴェンディ）とリヨン水道（1997年からスエズ）とサウアー（Groupe Saur）の傘下となった。12月に売却された事業規模はBP（73億ポンド）とブリティッシュ・ガス（British Gas）に次ぐものとなった。,ベクテルの絡んだコチャバンバ水紛争で水道民営化は未遂に終わった。世界金融危機の前後では、メガバンクや大金持ちが水道支配のあり方を統合しつつある。メガバンクとは例えばゴールドマン・サックス、JPモルガン・チェース、シティグループ、UBS、ドイツ銀行、クレディ・スイス、マッコーリー銀行、バークレイズ、ブラックストーン・グループ、アリアンツ、HSBC、その他を指す。大金持ちとはトーマス・ピケンズやジョージ・H・W・ブッシュである。彼らの投資先とは、まずゴールドマンの例だけで、子会社に水道事業をもつNalco Holding Company、イギリスの水道設備会社Kelda Group、コカコーラ等に水を供給するChina Water and Drinks Inc、真正の公共事業であるTruckee Meadows Water Authority。ナルコにはランベールもアポロという名前で関係し、ケルダにはシティグループやHSBC も関係している。クレディ・スイスはゼネラル・エレクトリックやCleantech Group と組んでインフラ投資を予定している。JPモルガンはロックフェラー系のUBS などと組んでイギリスのSouthern Water を買収した。そしてミューチュアル・ファンドやヘッジファンド、各国の公的年金までが水道事業へ投資をしている。「水道貴族」による水支配は留まるところを知らない。
イギリスは後述の日本と異なり、コンセッションではなく、完全民営化で行った。自治体の代わりに政府機関が民間事業者の水道料金をチェックし、事業者間の比較を通じてその妥当性を判断して決定される。

### 日本
室町時代後期（戦国時代）相模の戦国大名北条氏康によって小田原城城下町に小田原早川上水が建設されたのが最古の記録である。さらに1583年（天正11年）には豊臣秀吉によって大坂城の城下町に日本初の下水道太閤下水（背割下水）が建設された。その後、1590年（天正18年）の小田原征伐において水道を目の当たりにした徳川家康など諸大名により、江戸に神田上水や玉川上水・千川上水などの水道が建設された。これは幕府が置かれた江戸の発展に伴い、市中沿岸に埋立地の造成が必要となり、この造成地の真水が不十分となったためであった。各戸まで給水をするものではなかったが、神田上水・玉川上水・千川上水等の疎水工事によって、江戸市中は水の至らないところはないと言われるほどになった。しかし、その隙をつくように長崎へはコレラが上陸し、長崎海軍伝習所が日程を中断しなければならなくなるほどであった。横浜も状況は類似していた。
明治初期の水道史は惨憺たるものであった。西南戦争の起きた1877年には長崎から来たコレラが大阪で蔓延し、罹患者およそ1600人、うち死亡者およそ1200人を数えた。ここに西洋の近代的水道を導入する強い動機があった。オランダなどからお雇い外国人を招いたり、民間事業者を募集して空振りに終わったりしながら、公衆衛生の確保のため三府・五港などの主要都市や衛戍地、鎮守府の設置された軍都を中心に上水道を敷設、1888年に簡易水道こみで普及率2%を確保した。一般には近代化の相当進んだ時期とされる大正末期ですら普及率は20%にとどまった。
その後第二次世界大戦期は地下断水によるザル給水に甘んじた。戦後復興と高度経済成長期を経ては公社債の大量発行によって飛躍的に普及し（50%台）、おおむね1975年ごろには一部を除き日本全国に上水道網が完成した。一方で時代がさらなる生活用水と工業用水を需要したので、各地でダム建設など水源の確保が図られた。1957年、水道条例は廃止され、水道法が公布、施行された。
水道への投資は概して不況対策であった。オイルショック時の公共投資で（8000億円超）、1978年に水道普及率が90%を超えた。貿易摩擦の時代は投資額が1.2兆円をなかなか超えられない状態が続いた。金融ビッグバン期の公共投資は1.6兆円を超えたが、2000年代初頭に投資額が1.2兆円を下回った。不況対策は財源が尽きていった。各自治体の財政が独立採算制に傾くにつれ、水道法の改正が進み第三者委託および登録検査機関が制度として設けられた。
2006年、ヴェオリア・ウォーター・ジャパンが広島市と埼玉県の下水処理場における運転維持管理事業を相次いで受託した（ヴェオリアショック）。2009年、千葉県手賀沼や印旛沼の浄化処理事業も落札した。2012年3月、松山市の浄水場運転管理事業を受託した。
さらに、多数の自治体が水道料金徴収とシステム開発をヴェオリアへ委託している。日本では完全民営化ではなく、民間企業が自治体の管轄下に置かれるコンセッション方式が主流となっている。

## 管理・インフラ
- 水道橋
- 水道道路
- 水道管
- 水道局
- 水道メーター
- 宮古島の上水道
- 上水道
- 下水道
- 塩素消毒
- 水道水フッ化物添加

## 博物館
- 水道記念館
- 台北水道水源地 - 台湾
- テッサロニキ水道博物館（英語版） - ギリシア
- Metropolitan Waterworks Museum（英語版） - アメリカ
- Louisville WaterWorks Museum（英語版） - アメリカ
- Waterworks Museum (Cape Town)（英語版） - 南アフリカ